# 杨凤玲
杨凤玲（1962年—），贵州惠水人，布依族，中华人民共和国政治人物、第十一届全国人民代表大会贵州地区代表。
毕业于贵州农学院农机系农业机械化专业。任贵州省惠水县副县长。2008年起担任全国人大代表。